# Астрагал ріжкуватий
Астрагал ріжкуватий або Астрагал ріжковий  (Astragalus corniculatus) — вид трав'янистих рослин родини бобові (Fabaceae), поширений на півдненному сході Європи. Етимологія: лат. corniculum — «малий ріг», лат. atus — прикметниковий суфікс для іменників, який вказує на присвійність або подібність.

## Опис
Багаторічник, 8–20 см заввишки. Китиці укорочені, головчасті, 1.5–2 см завдовжки, малоквіткові. Віночок білуватий з рожево-фіолетовим прапором. Боби сидячі, злегка зігнуті, 20–28 мм завдовжки, 2–2.5 мм шириною. Листки вузьколінійні, 6–10-парні, тупуваті.

## Поширення
Європа: Україна, Північний Кавказ (Росія), Румунія, Молдова.
В Україні зростає на кам'янистих відслоненнях, степах — на півдні Лісостепу і в Степу.